# Culladia elgonella
Culladia elgonella là một loài bướm đêm trong họ Crambidae.